# Municipio de Washington (condado de Smith)
El municipio de Washington (en inglés: Washington Township) es un municipio ubicado en el condado de Smith en el estado estadounidense de Kansas. En el año 2010 tenía una población de 57 habitantes y una densidad poblacional de 0,61 personas por km².

## Geografía
El municipio de Washington se encuentra ubicado en las coordenadas 39°52′19″N 98°47′8″O / 39.87194, -98.78556. Según la Oficina del Censo de los Estados Unidos, el municipio tiene una superficie total de 92.94 km², de la cual 92,94 km² corresponden a tierra firme y (0 %) 0 km² es agua.

## Demografía
Según el censo de 2010, había 57 personas residiendo en el municipio de Washington. La densidad de población era de 0,61 hab./km². De los 57 habitantes, el municipio de Washington estaba compuesto por el 98,25 % blancos, el 1,75 % eran de otras razas. Del total de la población el 0 % eran hispanos o latinos de cualquier raza.